# Dagmossor
Dagmossor (Ephemerum) är ett släkte av bladmossor. Dagmossor ingår i familjen Ephemeraceae.

## Dottertaxa till Dagmossor, i alfabetisk ordning[1]
- Ephemerum aequinoctiale
- Ephemerum apiculatum
- Ephemerum argentinicum
- Ephemerum asiaticum
- Ephemerum capense
- Ephemerum cohaerens
- Ephemerum conicum
- Ephemerum crassinervium
- Ephemerum cristatum
- Ephemerum diversifolium
- Ephemerum fimbriatum
- Ephemerum furcatum
- Ephemerum homomallum
- Ephemerum jamesii
- Ephemerum ligulatum
- Ephemerum longifolium
- Ephemerum namaquense
- Ephemerum pachyneuron
- Ephemerum papillosum
- Ephemerum pechuelii
- Ephemerum perminutum
- Ephemerum piliferum
- Ephemerum recurvifolium
- Ephemerum rehmannii
- Ephemerum rutheanum
- Ephemerum serratum
- Ephemerum sessile
- Ephemerum spinulosum
- Ephemerum stellatum
- Ephemerum uleanum